# 西村熊雄
西村 熊雄（にしむら くまお、1899年1月27日 - 1980年11月12日）は、日本の外交官。

## 経歴
佐賀県出身。佐賀中学、五高を経て1923年（大正12年）、東京帝国大学法学部法律学科（英法）卒業後外務省入省、在中華民国日本国大使館外交官補。入省同期や前後期に井口貞夫（駐米大使、外務事務次官）、田尻愛義（外務次官、大東亜次官、政務局長）、安東義良（駐ブラジル大使、欧亜局長）、伊東隆治（自治政務次官、衆議院議員）などがいる。
在フランス日本国大使館書記官を経て、1937年条約局三課長、1940年条約局一課長、1944年ハノイ総領事。終戦（敗戦）後の1947年から1952年の条約局長時にサンフランシスコ平和条約、旧日米安保条約締結の事務にあたる。
1952年から1956年まで駐フランス大使を務め、のちハーグ常設仲裁裁判所判事、原子力委員会委員、財団法人吉田茂記念事業財団役員等を務めた。

## 著作
著書
- 『安全保障条約論』 時事通信社〈時事新書〉、1959年。
- 『日本外交史27 サンフランシスコ平和条約』鹿島研究所出版会、1971年。
- 『サンフランシスコ平和条約・日米安保条約－シリーズ戦後史の証言 占領と講和 7』 中央公論新社〈中公文庫〉、1999年。

翻訳
- 梅田晴夫共訳「間奏曲」、『ジロドゥ戯曲全集 第2巻』白水社、1957年、新装版2001年。

## 参考
- 『日本人名大辞典』講談社